# Chris Lindberg
Christopher Lloyd "Chris" Lindberg, född 16 april 1967 i Fort Frances i Ontario, är en kanadensisk före detta ishockeyspelare.
Lindberg blev olympisk silvermedaljör i ishockey vid vinterspelen 1992 i Albertville.